# Redmi Go
Redmi Go — смартфон початкового рівня, розроблений Xiaomi, особливістю якого стала встановлена полегшена версія Android для пристроїв початкового сегменту Go Edition. Був анонсований в січні 2019 року і поступив у продаж в лютому того ж року.

## Дизайн
Дисплей захищений склом. Корпус виконаний з матового пластику.
Ззовні смартфон схожий на Xiaomi Redmi 5A.
Знизу знаходяться мікрофон, роз'єм microUSB та динамік, зверху — 3,5 мм аудіороз'єм та другий мікрофон, зліва — лоток під 2 SIM-картки та лоток під карту пам'яті, а справа — гойдалка регулювання гучності та кнопка блокування.
Redmi Go продавався в чорному та синьому кольорах.

## Технічні характеристики

### Апаратне забезпечення
Redmi Go отримав систему на кристалі Qualcomm Snapdragon 425 з графічним процесором Adreno 308. Пристрій має 1 ГБ оперативної пам'яті типу LPDDR3 і 8 ГБ або 16 ГБ пам'яті постійного зберігання, яку можна розширити картою пам'яті формату microSD до 128 ГБ.
Батарея отримала об'єм 3000 мА·год.
Смартфон отримав основну камеру на 8 Мп з діафрагмою Шаблон:F, автофокусом та можливістю запису відео в роздільній здатності 1080p@30fps і передню камеру на 5 Мп з діафрагмою f/2.2 та можливістю запису відео в 720p@30fps.
Redmi Go має 5-дюймовий дисплей типу IPS LCD з роздільною здатністю HD (1280 × 720), співвідношенням сторін 16:9 та щільністю пікселів 296 ppi.

### Програмне забезпечення
Redmi Go працює на спеціально розробленій для слабких смартфонів Android Go версії 8.1 Oreo.

## Рецензії
Оглядач з інформаційного порталу ITC.ua поставив Redmi Go 4 бали з 5. До мінусів він відніс малий обсяг оперативної та вбудованої пам'яті і маркий корпус. До плюсів оглядач відніс його ціну та хороший користувацький інтерфейс. У висновку він сказав, що це ультрабюджетний смартфон, розрахований на економних людей і його головною задачею є «…бути доступним, мати простий і зрозумілий інтерфейс, достатню продуктивність для спілкування в соціальних мережах/месенджерах і з цими задачами він справляється. Це не ігровий пристрій і не камерофон, тому невисоку продуктивність і посередню камеру в цій моделі потрібно розглядати скоріше як особливість, аніж як недоліки.»